# Slasher

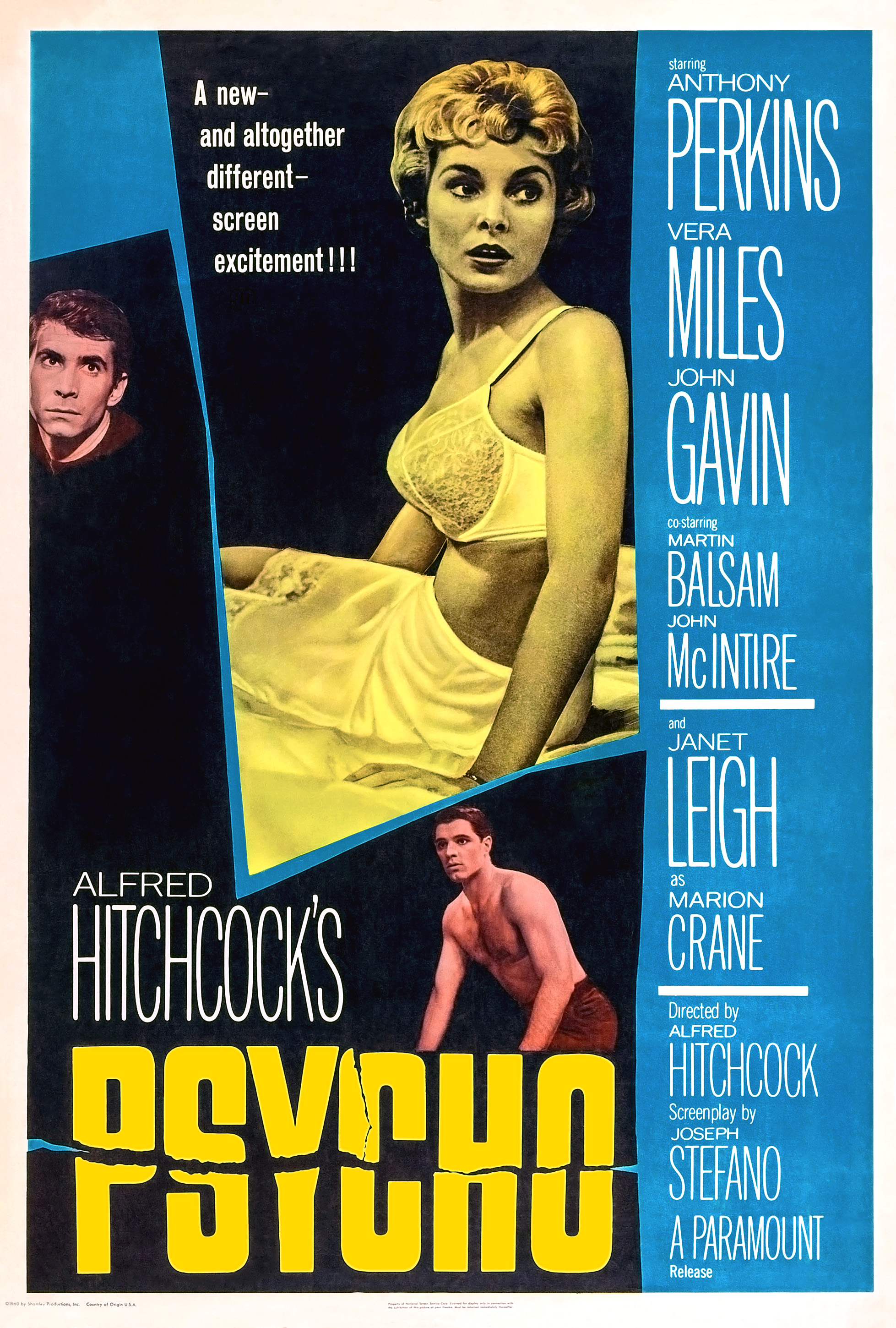
Psycho (1960) de Alfred Hitchcock (1960) fue un gran éxito en su estreno y una influencia crítica al género slasher.

Un slasher es un subgénero de las películas de terror que involucra a un asesino o un grupo de asesinos que vigilan atentamente un lugar y perpetran cierto tipo de homicidio contra un grupo de personas, generalmente mediante el uso de herramientas afiladas o con cuchillas. Aunque el término «slasher» puede usarse ocasionalmente de manera informal como un término genérico para cualquier película de terror que involucre un asesinato, los analistas cinematográficos citan un conjunto establecido de características que distinguen a las películas de terror de otros subgéneros de terror, como las películas de monstruos, el cine gore, las cintas de terror sobrenatural y psicológico.
Varios críticos citan a los filmes italianos giallo y películas de terror psicológico como Peeping Tom (1960) y Psycho (1960) como influencias iniciales. Alcanzó su apogeo entre 1978 y 1984, en una época conocida como la «Época de Oro» de las películas de terror. Títulos notables del género incluyen The Texas Chain Saw Massacre (1974), Black Christmas (1974), Halloween (1978), Friday the 13th (1980), A Nightmare on Elm Street (1984), Child's Play (1988), Scream (1996), y I Know What You Did Last Summer (1997). Varias cintas de terror estrenadas hace décadas siguen atrayendo seguidores de culto. El canon del slasher se puede dividir en tres etapas: la clásica (1974-1993), la autorreferencial (1994-2000) y el ciclo neoslasher (2000-2013).

## Características
Las películas slasher no son fáciles de definir. Sin embargo, poseen ciertas características comunes. El elemento principal es el asesino, que suele ser guiado por la venganza contra aquellos que lo humillaron o que le provocaron algún mal, como es el caso de Pamela Voorhees y su hijo Jason Voorhees en la saga Viernes 13, o por maldad o psicopatía sumada a la obsesión por el asesinato, como el caso de Michael Myers, de la saga de Halloween. Estos generalmente son personas comunes y corrientes, pero pueden tener alguna característica sobrehumana como fuerza y resistencia inusuales, lo que les permite sobrevivir a cosas que matarían a una persona normal. Los villanos de estas películas realizan sus asesinatos de manera rápida, no buscan torturar a sus víctimas. Las muertes son provocadas por varios tipos de armas, destacando elementos corto-punzantes como cuchillos, machetes, sierras eléctricas o hachas. El asesino es, la mayoría de las veces, anónimo, debido a lo cual lleva su rostro cubierto o sufre algún tipo de desfiguración. Otra de las características son las víctimas, generalmente adolescentes que se encuentran en lugares aislados de cualquier tipo de ayuda.
Los adultos no tienen una mayor participación en este tipo de películas, manteniéndose alejados de la acción. Según palabras de la escritora Carol J. Clover: «Los policías, padres y sheriffs sólo aparecen durante el tiempo suficiente para demostrar su risible incomprensión e incompetencia». Otro elemento recurrente en el género es la presencia de la denominada «final girl» («última chica» en inglés), una joven que es perseguida por el asesino durante los últimos minutos de la película. Según Clover, ella es «inteligente, atenta, sensata; el primer personaje en sentir algún problema y el único que deduce de la acumulación de pruebas el carácter y alcance de la amenaza; en otras palabras, es el único cuya perspectiva se acerca a nuestro propio entendimiento privilegiado de la situación». Algunos ejemplos de "Final Girls" son Laurie Strode (Halloween), Alice Hardy (Viernes 13), Sally Hardesty (La Matanza de Texas ), Nancy Thompson (Pesadilla en Elm Street), Ellen Ripley (Aliens), Sidney Prescott (Scream), Sienna Shaw (Terrifier) o Jessica Wright (Thanksgiving)
El propósito de la chica final se ha convertido en un tema de estudio cultural en los estudios de cine y en los estudios de género, como el arquetipo que ayudó a redefinir a los héroes y heroínas clásicos estadounidenses. La presencia de la chica final, quien es argumentalmente la figura más poderosa en toda la película, trae un debate acerca de la misoginia en los asesinos, desde que muchas chicas finales derrotan a sus atacantes masculinos y superan a sus contrapartes masculinas a través de características como la astucia y la inteligencia.
Con el pasar de los años, la definición de las películas slasher se hizo más difusa, expandiéndose a situaciones donde las víctimas no son necesariamente jóvenes ni se encuentran en un lugar aislado.

## Orígenes

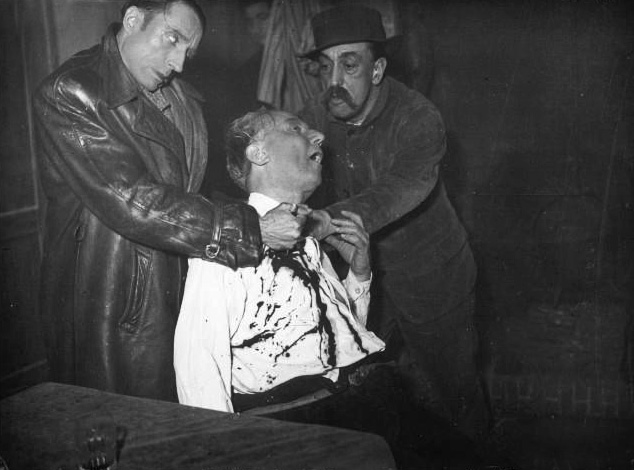
Escena del Grand Guignol, un formato que algunos críticos han citado como influencia en el cine de slasher.

El atractivo de ver a personas infligiéndose violencia entre sí se remonta a miles de años atrás, a la Antigua Roma, aunque los relatos ficticios comenzaron a comercializarse a finales del siglo XIX con las obras de terror producidas en el Grand Guignol. En The Lunatics (1912), de Maurice Tourneur, se utilizó la violencia visceral para atraer al público del Guignol. En Estados Unidos, la indignación pública ante películas como esta condujo finalmente a la aprobación del Código Hays en 1930. El Código Hays es uno de los primeros conjuntos de directrices de la industria del entretenimiento que restringen la sexualidad y la violencia consideradas inaceptables.
La escritora de novelas policiacas Mary Roberts Rinehart, influyó en la literatura de terror con su novela The Circular Staircase (1908), adaptada al cine mudo en The Bat (1926), que sigue a los huéspedes de una mansión remota amenazados por un asesino con una máscara grotesca. Su éxito dio lugar a una serie de películas de «viejas casonas», entre ellas The Cat and the Canary (1927), basada en la obra de teatro de 1922 de John Willard, y The Old Dark House (1932) de Universal Pictures, basada en la novela de J.B. Priestley. En ambas películas, los habitantes de la ciudad se enfrentan a extraños habitantes del campo, un tema recurrente en películas de terror posteriores. Junto con la trama del «loco a sueldo», estas películas emplearon varias influencias en el género slasher, como tomas largas desde puntos subjetivos y un catalizador de «pecados familiares» para impulsar el caos de la trama.

### Influencias iniciales

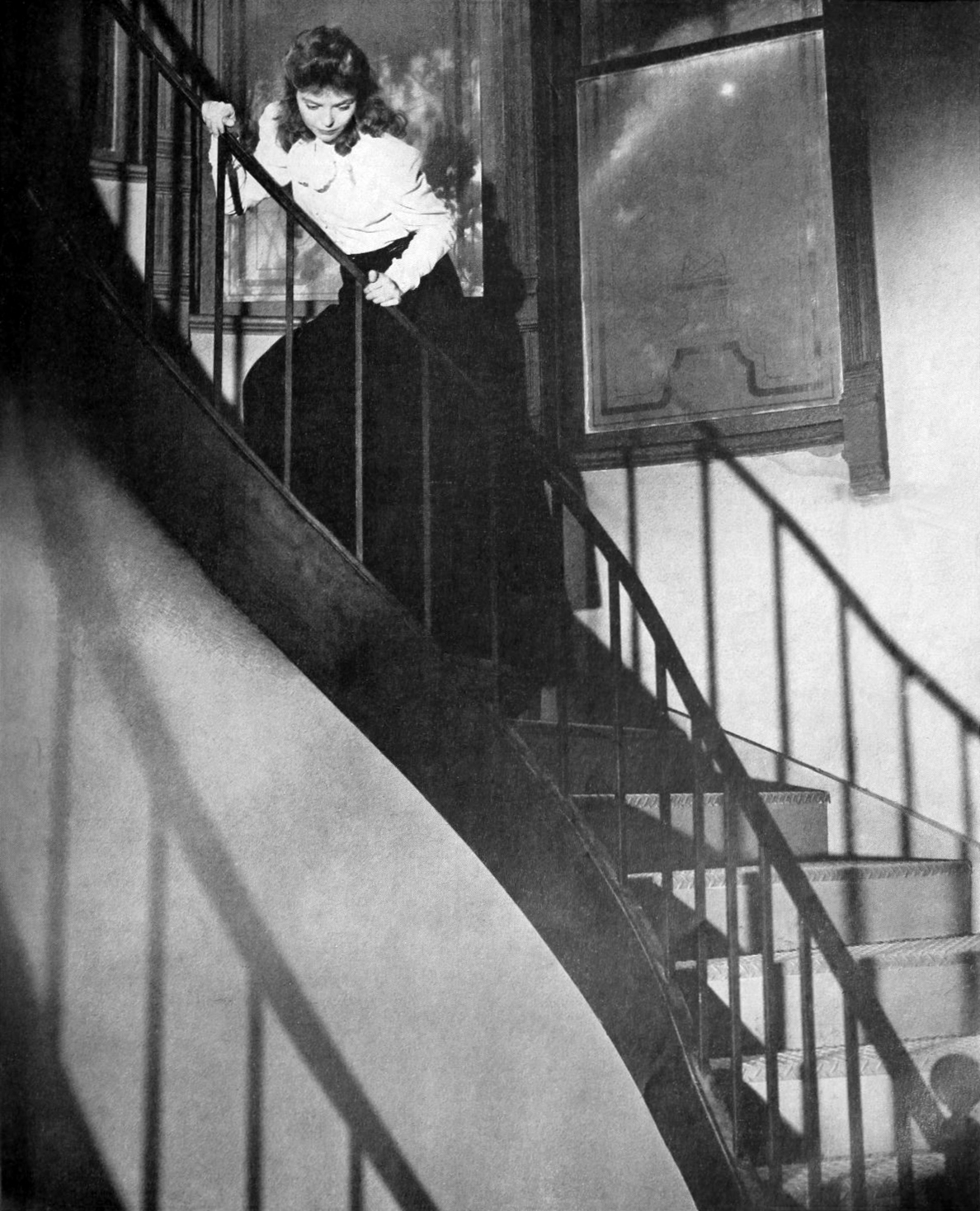
Dorothy McGuire en The Spiral Staircase (1946)

Thirteen Women (1932) de George Archainbaud, cuenta la historia de una hermandad cuyos antiguos miembros se enfrentan entre sí por un compañero vengativo que tacha sus fotografías del anuario, un recurso utilizado en las películas posteriores como Prom Night (1980) y Graduation Day (1981). Otro de los primeros ejemplos incluyen a The Terror (1928), en la que un maníaco busca venganza, basada en la obra de Edgar Wallace.
El magnate de cine B, Val Lewton, produjo The Leopard Man (1943), que retrata a un asesino que hace creer que sus crímenes contra mujeres son hechos por un leopardo de exhibición que se ha escapado. En The Scarlet Claw (1944), de Basil Rathbone, Sherlock Holmes investiga los asesinatos cometidos con una escardadora de jardín de cinco puntas que el asesino levantaba en el aire y hacía caer sobre la víctima repetidamente, una técnica de montaje que se volvió familiar en el género. Otra producción pionera es The Spiral Staircase (1946), de Robert Siodmak, basada en la novela Some Must Watch de Ethel White, donde Ethel Barrymore interpreta a una mujer que intenta sobrevivir a un misterioso asesino de guantes negros. The Spiral Staircase también muestra un uso inicial de los sustos repentinos.
La novela de 1939 de la escritora británica Agatha Christie, Ten Little Indians (adaptada en 1945 en And Then There Were None), tiene una gran influencia y se centra en un grupo de personas con un pasado secreto que son asesinadas una a una en una isla aislada. Cada uno de los asesinatos refleja un verso de una canción infantil, fusionando los temas de la inocencia infantil y el asesinato vengativo. House of Wax (1953), The Bad Seed (1956), Screaming Mimi (1958), Jack the Ripper (1959), y Cover Girl Killer (1959), todas incorporaron los temas literarios de Christie.

## 1978–1984: Época de Oro
La película que prácticamente empezó con el género fue Halloween (1978) de John Carpenter y le siguió Friday the 13th (1980) de Sean S. Cunningham; estas cintas generaron numerosas secuelas. A estas se unieron las franquicias de Prom Night (1980) de Paul Lynch, The Slumber Party Massacre (1982) de Amy Holden Jones, Sleepaway Camp (1983) de Robert Hiltzik, A Nightmare on Elm Street (1984) dirigida por Wes Craven, Silent Night, Deadly Night (1984), Child's Play (1988) y Clownhouse (1989).
La trama simple, efectos especiales mínimos y la potente combinación de violencia y sexo hizo que este tipo de películas fueran fáciles de hacer por los directores en los años 1980, además de atraer a una gran parte del público, que además, podía ya en dicha década conseguir las películas en tiendas de videos. A finales de la década el público empezó a cansarse de los psicópatas imparables y el mercado de películas slasher comenzó a decaer.
Otro de los exponentes de este género es la saga Terminator, protagonizada por Arnold Schwarzenegger, aunque con el paso de las secuelas, la parte slasher ha quedado difuminada para convertirse únicamente a la ciencia ficción.

## 1996-2015: nueva generación
El género slasher revivió a mitad de los años 1990 después de ser representado en la película de Wes Craven Scream (1996). Fue un éxito comercial y cinematográfico que trajo una nueva generación al género. Tuvo cinco secuelas, culminando en una última entrega estrenada en marzo de 2023. La serie fue parodiada en Scary Movie (2000). Otras películas del género estrenadas en aquella época son I Know What You Did Last Summer (1997), Leyenda urbana (1998), La novia de Chucky (1998), Cherry Falls (2000),  Valentine (2001), Jason X (2001), Wrong Turn (2003), La casa de cera (2005) y Hatchet (2006). El año 2003 se estrenó la cinta Freddy contra Jason, que juntó a dos de los villanos más conocidos del género: Freddy Krueger y Jason Voorhees.
Durante los años posteriores se comenzaron a estrenar remakes de películas slasher famosas, las cuales buscaban revivir dichas franquicias. Entre estas cintas se encuentran The Texas Chainsaw Massacre (2003), Black Christmas (2006), Halloween: El Origen (2007), Prom Night (2008), Viernes 13 (2009), My Bloody Valentine (2009), A Nightmare on Elm Street (2010), Scream (Serie) (2015), Child's Play (2019) y Wrong Turn (2021).

## 2015-actualidad
En esta década hay nuevas vangardias de nuevos asesinos como Art the Clown que debutó en el corto  The 9th Circle pero debutó en el cine  en All Hallows' Eve y se hizo popular en la saga de Terrifier con sus escenas grotescas y sangrienteas o también el robot Megan en su propio film que se hizo popular en las redes sociales , aunque su secuela se alejo del género y se volvió de acción de ciencia ficción.
Luego está empezando a convertir personajes de cultura popular cuyo propiedad intelectual es de dominio público  como  Winnie-the-Pooh: miel y sangre y su  secuela con Winnie the Pooh y sus amigos convirtiéndose en  monstruos psicópatas;  además crearon su  propio universo con  las versiones retorcidas de Peter Pan y Pinocho. También  hay una versión psicópata de El  Grinch en The Mean One y vendrá  dos pelis de Popeye   diferentes como Popeye: The Slayer Man y Popeye´s Revenge pero los que tiene en común en que el famoso marinero se convertirá en un asesino con sed de sangre.

## Series de televisión
En  1988 se estrenó la serie de Las pesadillas de Freddy cada semana la serie contaba una o dos historias nuevas de carácter oscuro y tétrico que se desarrollaban en la ciudad ficticia de Springwood, Ohio, ciudad en la que se ambienta la serie cinematográfica y donde está situada Elm Street. Aunque en algunas ocasiones Freddy participaría directamente en la trama, en la mayoría de las historias no participa directamente, limitándose a presentarlas, así como a realizar gags de humor negro reaccionando a ciertos sucesos del episodio o al final del mismo.
Algo que hace la serie única es que enfocaba las historias en dos niveles. En la mayoría de los episodios había dos historias distintas. Sin embargo, la segunda historia de cada episodio solía estar centrada en un personaje que aparecía en la primera historia en un papel secundario.
En 2009, se entrenó la serie Harper's Island El espectáculo tiene lugar en Harper's Island, donde John Wakefield se embarcó en una matanza y asesinó a varias personas antes de que supuestamente lo matara el sheriff de la isla, Charlie Mills. Una de las víctimas fue la esposa del sheriff. Después de su muerte, el Sheriff Mills envía a su hija, Abby, a vivir con su familia en Los Ángeles y no ha regresado desde entonces. Después de 7 años, Abby finalmente regresa a la isla para la boda de su mejor amigo Henry, pero ahora la matanza comienza de nuevo y todos son sospechosos. Los invitados logran desbloquear secretos de la isla y de Wakefield a medida que avanza la serie.
En 2015, se estrenaron dos series de televisión inspiradas en el subgénero, Scream Queens, creada por Ryan Murphy, muestra a un asesino vengativo y enmascarado que trata de matar a todos los miembros de una hermandad femenina. La segunda es Scream: la serie, basada en la saga cinematográfica de Wes Craven. En ella, un grupo de jóvenes se convierte en el objetivo de un asesino que podría inspirarse en los asesinatos cometidos hace 20 años.
Al año siguiente se estrenó Slasher: El Verdugo, que sigue a una mujer que regresa a la ciudad de la que huyó después de la muerte de sus padres a manos de un asesino conocido como «El Verdugo» años antes. Al momento de su llegada, el lugar se encuentra aterrorizado por la presencia de un nuevo criminal que mata a sus víctimas siguiendo los pecados capitales. La serie tuvo dos temporadas posteriores: Slasher: Los culpables, Slasher: solsticio y Slasher: Carne y Sangre.
En 2018, la cadena francesa France 2 y posteriormente Netflix Francia emiten Le Chalet, sobre un grupo de amigos que, para celebrar una boda, acuden a una casa al pequeño pueblo de su infancia, Valmoline, en mitad de los Alpes. Una vez allí quedan aislados y deberán enfrentarse a un asesino.
Más adelante en 2019 fue estrenada la novena temporada de la famosa serie de terror American Horror Story titulada 1984 la cual hace referencia y homenajea a los slashers de los 80's como viernes 13,  Halloween y Pesadilla en Elm Street.
En 2021 estrenó la serie Chucky, continuación directa a la saga de películas de Child's Play. También se estrenó I Know What You Did Last Summer basada en la novela homónima de 1973 de Louis Duncan donde un año después del fatal accidente automovilístico que obsesionó su noche de graduación, un grupo de adolescentes se encuentran unidos por un oscuro secreto y acosados por un brutal asesino.
En 2022 se estrenó Pretty Little Liars: Original Sin donde sigue la vida de un grupo de adolescentes que viven en Millwood, Pensilvania, después de recibir mensajes aterradores y crípticos de un misterioso asaltante llamado «A», haciéndolas responsables de algo trágico que hicieron sus madres que resultó en la muerte de una compañera de clase 22 años antes.